# Quaestus filicornis
Quaestus filicornis es una especie de escarabajo del género Quaestus, familia Leiodidae. Fue descrita por Uhagón en 1881.

## Distribución
Se encuentra en España.

## Subespecies
Se reconocen las siguientes:
- Q. f. filicornis
- Q. f. seeboldi